# Fokker F70
Fokker 70 je dvomotorni mlazni putnički zrakoplov nastao kao manja inačica Fokkera 100.

## Dizajn i razvoj
Nizozemski Fokker počeo je razvijati moderniji linijski putnički avion u studenome 1992. godine s ciljem zamijene zastarjelog Fokkera F28.  Prototip Fokkera 70 je prvi put poletio u bazi tvrtke u Woensdrechtu (južna Nizozemska) 4. travnja 1993. godine. Probni let trajao je 3 sata.
Nakon svog prvog leta avion je prebačen u Granadu gdje su rađeni dodatni letovi u cilju dobivanja dozvole. Prvi proizvedeni avion poletio je u srpnju 1994. a certifikat je dobiven u listopadu kada je i isporučen prvi avion (u "Executive Jet" konfiguraciji) tvrtki Ford. 
Fokker je s ovim avionom pokušao privići kupce kojima je Fokker F50 ili ATR 42 bio premali a Boeing 737 ili MD-80 prevelik za njihove potrebe. Konstrukcija trupa je nastala rezanjem određenih sekcija trupa Fokkera 100, uklanjanjem 4,62 m njegove ukupne dužine dok su krila i repni dio zadržani. Sa skraćenim trupom avion je mogao primiti do 79 putnika, (70 za tržište SAD-a zbog dobivanja FAA certifikata). 
Fokker 70 ima dva Rolls-Royce Tay 620 turbofen motora od po 61,6 kN potiska, ugrađena na stražnjem dijelu trupa. Elektronika je slična onoj na Fokkeru 100, ali je optimizirana za regionalne letove. Većina proizvedenih aviona isporučena su na europsko tržište a 1995. dva zrakoplova su isporučena kompaniji America West Express kao dio napora za ulazak na američko tržište. Nakon bankrota Fokkera u ožujku 1996. dva America West Expressova zrakoplova postaju preskupa za održavanje te su vraćena u Europu. Zadnji Fokker 70 bio je isporučen u travnju 1997. godine. Izrađena su samo 47 aviona. 
Iako je službeno završena fokkerova proizvodnja, tvrtka Rekkof je 1999. pokrenula pregovore o ponovnom otvaranju proizvodnih linija Fokkera 100 i Fokkera 70 ali ti pokušaji nisu uspjeli.

## Korisnici
(Podatci iz kolovoza 2009.)
| Aviotvrtka       | Država | Flota |
| ---------------- | ------ | ----- |
| Tyrolean Airways |        | 9     |
| Vlada Nizozemske |        | 1     |
| Ford             |        | 2     |
| Air France       |        | 2     |
| Vlada Kenije     |        | 1     |
| KLM Cityhopper   |        | 24    |
| Malev            |        | 5     |
| Vietnam Airlines |        | 2     |

## Tehničke karakteristike
Izvori podataka: Jane's 
Osnovne karakteristike
- posada: 2+2
- kapacitet: 70-80
- dužina: 30,91 m
- raspon krila: 28,08 m
- površina krila: 93,5 m2
- visina: 8,5 m
- širina trupa: 3,30 m
- korisni teret: 9.302 kg

Letne karakteristike
- najveća brzina: 856 km/h
- dolet: 2.001 km
- specifično opterećenje krila: 392,9 kg/m2
- motor: Rolls-Royce Tay 620